# Routledge
Routledge (/ˈraʊtlɪdʒ/) là một nhà xuất bản đa quốc gia đặt trụ sở tại Anh. Được thành lập vào năm 1836 bởi George Routledge, nhà xuất bản chuyên ấn hành các tác phẩm sách in, chuyên san và tài nguyên trực tuyến học thuật trong lĩnh vực khoa học nhân văn, khoa học hành vi, giáo dục, luật pháp, và khoa học xã hội. Routledge
xuất bản khoảng 1.800 tập san và 5.000 cuốn sách mới mỗi năm; danh mục sách đã in của họ hiện bao gồm hơn 140.000 đầu sách khác nhau.

### Trích dẫn
1. ↑  "Managing Director, Humanities & Social Science Books, Taylor & Francis Group". Informa. Bản gốc lưu trữ ngày 14 tháng 2 năm 2016. Truy cập ngày 24 tháng 1 năm 2016.
2. ↑  Upton, Clive; Kretzschmar, William A. Jr. (2017). The Routledge Dictionary of Pronunciation for Current English (ấn bản thứ 2). Routledge. tr. 1164. ISBN 978-1-138-12566-7.
3. ↑  "About Us – Routledge". Lưu trữ bản gốc ngày 6 tháng 6 năm 2023. Truy cập ngày 1 tháng 7 năm 2023.